# Abaújszántó

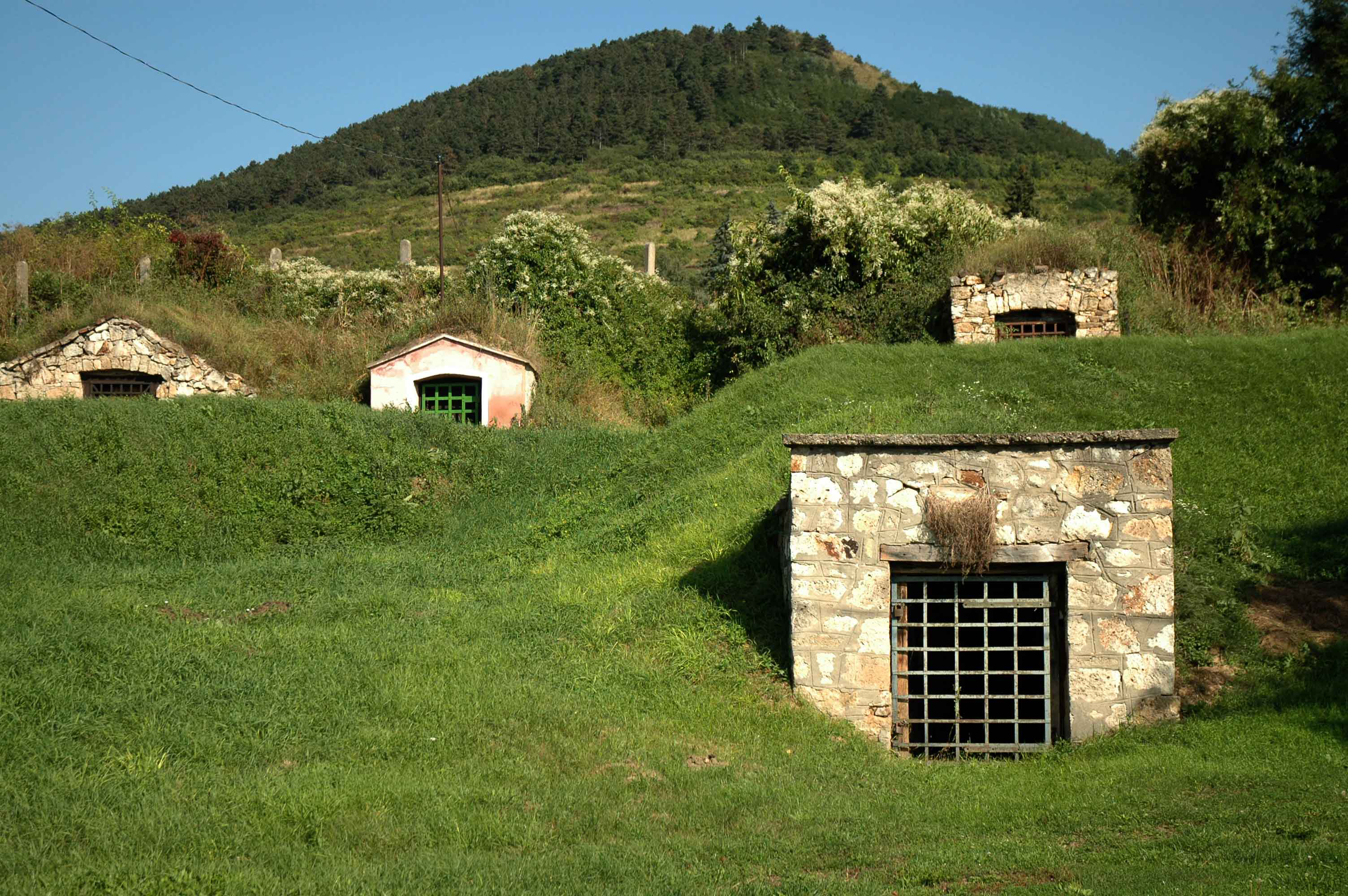
Traditionelle Tokajer-Weinkeller in Abaújszántó

Abaújszántó ist eine ungarische Stadt im Kreis Gönc im Komitat Borsod-Abaúj-Zemplén.

## Geografische Lage
Abaújszántó liegt in Nordungarn, 35 Kilometer nordöstlich des Komitatssitzes Miskolc.

## Weinbau
Abaújszántó ist eine der 28 Weinbaugemeinden des Weingebietes Tokaj-Hegyalja, offiziell Tokaj-hegyaljai borvidék (Tokaj Weinregion). Dort wird einer der bedeutendsten Süßweine der Welt hergestellt, der Tokajer. Das Weingebiet, und damit auch Abaújszántó, ist seit dem Jahre 2002 eine Kulturlandschaft des UNESCO-Welterbes.

## Söhne und Töchter der Stadt
- Pál Jászay (1809–1852), Historiker
- Kálmán Kalocsay (1891–1976), Esperanto-Poet und -Übersetzer
- Mihály Farkas (1904–1965), Politiker
- Zahava Szász Stessel (* 1930), ungarisch-amerikanische Autorin
- Imre Géra (* 1947), Radrennfahrer

Unter den 1944 aus Abaújszántó deportierten Juden war die Familie der damals vierzehnjährigen Zahavicsku Szász. 1948 wurde ein Denkmal errichtet, das 1951 geschändet wurde.